# Radó Béla
Radó Béla, 1931-ig Rosenberg (Pécs, 1876. május 8. – Budapest, 1963. január 30.) magyar színigazgató, színész, Radó Vilmos színész édesapja.

## Élete
Rosenberg Lipót és Fischl (Fischel) Netti fia. 1900-tól daltársulati igazgatóként működött, 1911-ben belépett az Országos Színészegyesületbe. 1912-től vidéken dolgozott, mint kerületi színigazgató. Munkáját elismerés kísérte, társulatát jól szervezte. 1912-től Nyitrán és Fejér vármegyében, 1914-ben Csornán, 1918–19-ben Szegeden, 1919–20-ban Karcag–Kisújszállás–Békés, 1921-től Hajdú–Békés környékén, 1924-től 1926-ig Dunaföldvár–Dombóvár–Nagyatád–Csurgó–Barcs–Siklós, 1926 és 1929 között pedig Szekszárd–Keszthely–Kőszeg állomásokon volt fellépésük. 1928 nyarán az esztergomi Fürdő Szálló színháztermében több hetes színházi szezont nyitott meg társulatával. 1922-ben tanácsossá nevezték ki az Országos Színészegyesületnél, 1940-ben nyugállományba vonult. 1945 után kisebb szerepekre kérték fel a Nemzeti Színházban. Komikus epizódszerepeket játszott.

## Magánélete
1902. március 22-én Keszthelyen házasságot kötött Tolnay Kornélia Matild (1879–1914) színésznővel.

## Fontosabb szerepei
- Cléante (Molière: Tartuffe)
- D'Obigny márki (Verdi: Traviata)
- Orrondi (Shakespeare: Szentivánéji álom)